# Ságar de Laodicea
San Ságar fue, supuestamente, discípulo de San Pablo (según tradición dudosa), y obispo de Laodicea, Frigia. Sufrió martirio durante el reinado de Marco Aurelio.